# География на Швеция
Швеция е държава в Северна Европа, на Скандинавския полуостров. Площ – 449 964 km². Столица – град Стокхолм.

## Географско положение, граници, големина, брегова линия
Швеция е разположена в приатлантическия сектор на Северна Европа, на Скандинавския полуостров, в северните части на умерения пояс, в подзоната на тайгата и смесените гори, а най-южните ѝ части – в подзоната на широколистните гори. Територията ѝ попада в състава на Феноскандия. Към нея принадлежат и двата големи острова Готланд (2994 km²) и Йоланд (1344 km²). На запад граничи с Норвегия (дължина на границата 1619 km), а на североизток – с Финландия (586 km). На изток, юг и югозапад се мие от водите на Балтийско море (дължина на бреговата линия 2390 km). Дължина от север на юг 1600 km, от запад на изток – 400 km. В тези си граници заема площ от 449 964 km², която ѝ отрежда 4-то място по големина в Европа.
Територията на Швеция се простира между 55°20′ и 69°04′ с.ш. и между 10°58′ и 24°09′ и.д. Крайните точки на страната са следните:
- крайна северна точка – (69°03′36″ с. ш. 20°32′54″ и. д. / 69.06° с. ш. 20.548333° и. д.), на границата с Норвегия и Финландия
- крайна южна точка – (55°20′12″ с. ш. 13°21′31″ и. д. / 55.336667° с. ш. 13.358611° и. д.), на брега на Балтийско море, при град Смюге.
- крайна западна точка – (58°53′15″ с. ш. 10°57′41″ и. д. / 58.8875° с. ш. 10.961389° и. д.), малък остров в протока Скагерак, на запад от остров Нордкостер.
- крайна източна точка – (65°49′00″ с. ш. 24°09′02″ и. д. / 65.816667° с. ш. 24.150556° и. д.), десен бряг на река Турнеелвен, при град Хапаранда, на границата с Финландия.

В Швеция преобладават ниските скалисти брегове, близо до които са разположени малки острови и шхери, силно затрудняващи крайбрежното корабоплаване. По северните и югозападни краища на Ботническия залив има участъци с ниски, акумулативни, предимно пясъчни брегове. На юг, на полуостров Сконе бреговете са от абразионен тип.

## Релеф
Северните и западните райони на Швеция са заети от Скандинавските планини с най-висок връх в страната Кебнекайсе (2123 m). Те представляват съчетания от хребети с участъци с алпийски релеф, плата и вътрешнопланински падини. В планината има над 200 малки, предимно карови, а също долинни и висящи ледници с обща площ около 400 km² и следи от древни заледявания. На север е разположено обширното плато Норланд (височина от 200 до 800 m), което с няколко широки стъпала, ограничени с отстъпи се понижава от Скандинавските планини към Ботническия залив. Платото е дълбоко разчленено от разломи със заложени в тях речни и езерни долини. На юг се намира Средношведската низина, в пределите на която отделни възвишения и ридове, обработени от древните ледници се редуват с плоски понижения, значителни части от които са заети от езера. Широко са разпространени древноледникови релефни форми (ози, моренни хълмови и ридове и др.). В южната на страната е разположено възвишението Смоланд, разчленено от радиална система от речни долини на отделни ридове и масиви.

## Геоложки строеж, полезни изкопаеми
Цялата територия на Швеция е разположена в пределите на Балтийския щит, Източноевропейската платформа и обграждащите я каледонски нагънати структури. В строежа на щита участват протерозойски метаморфни слоеве изградени от лептити, гранити, гнайси, кварцити, филити, спилити и др. и неметаморфозирани слоеве изградени от пясъчници, глиненсти шисти, диабази, варовици, кварцити, тилити, лентъчни глини и др. Чехълът на щита е представен от излизащи на повърхността камбрийско-силурски скали и предимно кватернерни ледникови наслаги. В строежа на каледонидите в Северозападна Швеция участват горнопротерозойски и камбрийско-силурски седименти, съставени от пясъчници, кварцови и глинести шисти и битуминозни варовици.
Основните полезни изкопаеми на Швеция са: железни (общи запаси 3,4 млрд.т със съдържание на Fe в рудата 58-68%), медни (1,6 млн.т), оловни (около 2,3 млн.т) и цинкови (2,4 млн.т) руди. Големите находища на железни руди от апатито-магнезиев тип са свързани с метаморфните формации и се намират в Северна Швеция (Кируна, Еливаре и др.). В района на Шелефтео се разработват сулфидни находища на медни и оловно-цинкови руди с големи съдържания на злато, сребро и арсен (Булиден, Кристинеберг и др.). В Северна и Средна Швеция с протерозойските лептити са свързани находищата на железни (Гренгесберг и др.), оловно-цинкови (Лайсвал) и медни руди (Аитик), а с камбрийските битуминозни шисти – урановите находища в Ранстад. Страната има и малки находища на манган, волфрам, редки метали и флуорит, а също и множество минерални източници.

## Климат
Климатът на Швеция е умерен, подложен на силното затоплящо влияние на морското течение Гълфстрийм, като температурата в Швеция е по-висока от средната за тези географски ширини през януари с 10 °С, а през юли – с 3 °С. В северните райони, където се усилва ролята на континенталните и арктическите въздушни маси, климатът е по-суров. В централните и южни части на страната климатът е преходен от морски към континентален, а на маста – типично морски. Средната януарска температура варира от 0 до 5 °С на юг и от -6 до -14 °С на север. Лятото е прохладно със средна юлска температура 15-17°С на юг и 10-11 °С на север. Годишната сума на валежите съставлява 1500-1700 mm (на места до 2000 mm), в южните равнинни райони – 700-800 mm, на североизток – 300-600 mm. В планините на север снежната покривка се задържа 6-7 месеца, на юг намалява до 1 месец, а в някои крайморски райони на югозапад през зимата не се образува постоянна снежна покривка.

## Води

### Реки
В страната преобладават късите, но пълноводни реки с предимно снежно-дъждовно подхранване, като най-големите са: Турнеелвен 565* km, Умеелвен 470 km, Каликселвен 461 km, Кларелвен 460* km, Онгерманелвен 460* km, Люлеелвен 450 km, Винделелвен 445 km, Юснан 439 km, Индалселвен 430* km, Шелефтеелвен 410 km, Питеелвен 400 km. Те се отличават със значителни наклони и изобилстват от прагове и водопади. Максималният им отток е през пролетта и лятото. Поради регулиращата роля на многочислените езера и блата колебанията на речните нива през годината са малки. На юг реките замръзват за 3-4 месеца, а на север – за 5-6 месеца. По запаси на хидроенергия (около 80 млрд. квт/ч годишно) Швеция заема 2-ро място след Норвегия в Европа.

### Езера
Около 9% от нейната територия е заета от езера. Най-големите Венерн (5519 km²), Ветерн (1886 km²),Меларен (1078 km²), Йелмарен (477 km²), Стуршьон (456 km²) са разположени в Средношведската низина. На север, в Норланд повечето от езерата се намират в тектонски падини. На юг езерата замръзват за период от 3-4 месеца, а на север – 6-7 месеца.

## Почви, растителност, животински свят
Горите заемат 57% от територията на Швеция, като преобладават иглолистните гори, развити върху подзолисти почви. Те образуват крупни масиви на север от 60° с.ш. и се състоят основно от бор и смърч с примеси от бреза, осика и други широколистни видове. На юг са разпространени смесените гори върху ливадно-подзолисти почви, а на полуостров Сконе – широколистни гори от дъб и бук върху кафяви горски почви. По запаси на дървесина (около 2,4 млрд. m³) Швеция заема 1-во място в Европа (без Русия), в т.ч. около 2 млрд. m³ е иглолистната дървесина. Около 14% от територията на страната е заета от блата, разпространени предимно в Норланд. В Скандинавските планини на височина до 900-950 m на юг и 350-400 m на север е развита планинска иглолистна растителност върху планински подзолисти почви. Нагоре следват келяви брезови формации, преминаващи в заблатена планинска тундра, представляваща съчетание от мъхове, лищеи, хвойна, бреза джудже и тревисти формации, развити върху планински-тундрови и блатни почви. Тундровата растителност заема около 15% от площта на Швеция. В равнините и по крайбрежието се простират обширни участъци от ливади и пасища.
В горите на Швеция се срещат лос, кафява мечка, вълк, рис, лисица, белка, пор, заек, на юг – бурсук, европейски таралеж, а в тундрата – росомаха, полярна лисица, леминги. По бреговете на реките и езерата гнездят множество видове водоплаващи птици – патки, гъски и др.